# 2014年馬納瓜地震
尼加拉瓜马那瓜地震是一场於当地时间2014年4月10日晚5时27分（北京时间4月11日7时27分46秒）在尼加拉瓜共和国首都马那瓜附近发生的芮氏6.2级地震。马那瓜震感强烈，地震导致电力中断、大量房屋受损。之后震央附近发生多次余震，并有两次强震。地震共造成1死300伤。

## 地震
据美国地质勘探局，北京时间4月11日7时27分46秒，尼加拉瓜首都马那瓜西北偏北50公里处发生芮氏6.1级地震（尼加拉瓜官方称6.2级），震源深度10公里，震央在马那瓜西北偏北方向约50公里，地震持续了约30秒。此後，在马那瓜西北偏西16公里处又发生芮氏5.1级地震，震源深度10公里。地震时马那瓜震感强烈，多市居民外出避难。
同时，智利北部海域也继2014年伊基克地震後於北京时间8时许再次发生6.0级地震，震源深度17.5公里，震央距伊基克市84公里。两处震央相隔不远。
12日4時29分（当地时间11日14時29分），尼加拉瓜西南部海岸附近再发生6.6级地震，震央在格拉納達鎮（Granada）以南約24公里，震源深度138.6公里。马那瓜等西部城市震感強烈，鄰國薩爾瓦多与哥斯达黎加亦有震感。
14日12时12分（当地时间13日22时12分）和13时7分（当地时间23时7分）马那瓜附近再度分别发生4.4级和5.6级地震，震央分别位于马纳瓜北部18公里和6公里处，震源深度分别为10公里和14.8公里。

## 受灾
截止國際標準时间4月11日1时，尼加拉瓜政府发言人穆里罗（Rosario Murillo)表示，已有14人在地震中受伤。距离震中30公里的小镇納加羅特受损严重。
截止12日，在三次强震过后，受伤人数已达300人，有一名23岁女子因受惊引发心脏病死亡，有800间房屋不同程度受损，至少20间民房被夷为平地
14日晚，马那瓜附近再度发生4.4级和5.6级地震，造成部分区域电力、通讯中断，并有十余间民房开裂、坍塌。

## 应对
当地时间11日，尼加拉瓜总统奧爾特加宣布在全国啟動地震緊急狀態法，将组织轉移震區內老舊房屋中的居民，並為在地震中遭受損失的家庭提供必要幫助。奧爾特加呼籲民眾保持冷靜，並強調政府有能力應對強震造成的影響與傷害。
委内瑞拉和古巴等国为尼加拉瓜提供了人道主义救援物资，已于13日抵达马那瓜。